# فاليو بازيليكاتا
فاليو بازيليكاتا (بالإيطالية: Vaglio Basilicata)‏ هي بلدية في مقاطعة بوتنسا في إقليم بازيليكاتا الإيطالي.

## السكان
في سنة 1861 بلغ عدد السكان 4٬081 نسمة، وتطور العدد ليصل في سنة 2011 لـ 2٬074 نسمة.
يظهر هذا المخطط البياني تطور النمو السكاني لـ فاليو بازيليكاتا